# Tsunami Calibra Bimoto Dragster
Tsunami Calibra Bimoto Dragster – samochód zbudowany do wyścigów na 400 metrów (¼ mili). Bazą do powstania pojazdu było nadwozie z samochodu Opel Calibra, do którego zainstalowano 2 silniki 3,2 V6 z grupy Volkswagena (czyli popularny silnik R32) po jednym na przednią oraz tylną oś.
Cały samochód powstał w krakowskiej firmie Mickey Garage. Części mające na celu znaczne podniesienie seryjnej mocy były takie jak turbosprężarki, wydajne chłodnice pośrednie, układ paliwowy i tym podobne. Jako jeden głównych sponsorów za inwestycję odpowiadała Częstochowska firma FMIC Performance. Cała strona elektroniczna czyli odpowiednio zaprogramowane sterowniki silników oraz kompleksowe sterowanie elektroniczne przygotował kolejny główny sponsor również z Krakowa, czyli firma Ecumaster. Z pomocą w wykonaniu wszelkiego rodzaju elementów mechanicznych takich jak indywidualnie zaprojektowane zawieszenie, oraz wszelkiego rodzaju prace związane z techniką obróbki na frezarkach numerycznych typu CNC przyszła firma Racing Custom Parts. Budowa samochodu zaczęła się w październiku 2013 roku i pozostawała w tajemnicy aż do pierwszego publicznego pokazu (wtedy jeszcze niedokończonego pojazdu) na ogólnopolskim zlocie klubu Calibra-Team z początkiem kwietnia 2014 roku. Do końca pierwszego sezonu Tsunami dotarła na 4 miejsce najszybszych samochodów w Polsce na liście dragracelist.pl. Do końca sezonu 2015 samochód był na trzeciej pozycji tejże listy, przez cały sezon 2016 aż do jesieni Tsunami było na drugim miejscu w Polsce, niestety zdeklasowane na jesieni. Wiosną zawodnik odzyskał swoje drugie miejsce i Tsunami wróciło na miejsce trzecie, aktualnie na (2019 rok) Tsunami znajduje się na czwartym miejscu. W sierpniu 2017 firma AXE, sponsorowała film o samochodzie Tsunami i o jego kierowcy (Konrad Zakrzewski) oraz o głównym inżynierze w firmie Mickey Garage (Maciej Radecki). Film jest dostępny na kanale Youtube AXE Polska po wpisaniu "Axe Dragster". W niewielkim odstępie czasowym prężnie rozwijająca się grupa Youtuberów pod nazwą Wheel With It nagrała dłuższy film będący swego rodzaju historią pojazdu oraz twórców zwany "Tsunami – Opel Calibra 2200KM". Samochód wystąpił również w popularnym programie telewizyjnym "Automaniak". Samochód brał udział w Mistrzostwach Słowacji i w Mistrzostwach Węgier.

## Historia najważniejszych wyścigów
| Sezon I 2014 rok | Lokalizacja           | Wynik                         | Dodatkowe                                                                                         |
| ---------------- | --------------------- | ----------------------------- | ------------------------------------------------------------------------------------------------- |
| 14 lipca 2014    | Polska (Wilcze Laski) | 3 miejsce Ultimate Grand Prix |                                                                                                   |
| 22 lipca 2014    | Czechy (Prerov)       | 1 miejsce Mistrzostwa         | Najszybszy samochód na imprezie                                                                   |
| 10 sierpnia 2014 | Słowacja (Svidnik)    | 1 miejsce Mistrzostwa         | 1 miejsce Super Finał (najszybsze z najszybszych)                                                 |
| 13 września 2014 | Węgry (Kiskunlachaza) | 2 miejsce Mistrzostwa         |                                                                                                   |
| 24 września      | Czechy (Hoskovice)    | 1 miejsce Mistrzostwa         | Najszybszy samochód na imprezie                                                                   |
| 6 października   | Czechy (Hoskovice)    | 1 miejsce Mistrzostwa         | Najszybszy samochód na imprezie, Pierwszy raz z czasem poniżej 9sekund)                           |
| 13 października  | Niemcy (Finsterwalde) | Test&Tune                     | Nowy rekord czasowy (Imprezy typu test&tune są bez finałów, nie mniej auto w absolutnej czołówce) |

| Sezon II 2015 rok    | Lokalizacja           | Wynik                             | Dodatkowe                                                    |
| -------------------- | --------------------- | --------------------------------- | ------------------------------------------------------------ |
| 16 maja 2015         | Węgry (Kiskunlachaza) | 2 miejsce                         | Nowy rekord, drugie miejsce w Polsce                         |
| 30 maja 2015         | Czechy (Prerov)       | 1 miejsce DragWars (SKvsCR)       | Najszybsze auto na zawodach                                  |
| 4 lipca 2015         | Słowacja (Bolkovce)   | 1 miejsce Super finały            |                                                              |
| 8 sierpnia 2015      | Słowacja (Svidnik)    | 1 miejsce                         | Najszybsze auto na imprezie                                  |
| 13 września 2015     | Węgry (Kiskunlachaza) | 3 miejsce European Drag Challenge |                                                              |
| 3 października 2015  | Czechy (Hoskovice)    | 1 Miejsce                         | Najszybsze auto imprezy                                      |
| 11 października 2015 | Niemcy (Finsterwalde) | Test&Tune                         | Ścisła czołówka imprezy (brak finałów w imprezach Test&Tune) |

| Sezon III 2016 rok   | Lokalizacja           | Wynik               | Dodatkowe                                                    |
| -------------------- | --------------------- | ------------------- | ------------------------------------------------------------ |
| 13/14 sierpnia 2016  | Niemcy (Finsterwalde) | Test&Tune           | Ścisła czołówka imprezy (brak finałów w imprezach Test&Tune) |
| 17 września 2016     | Polska (Warszawa)     | Verva Street Racing | Przejazdy pokazowe na imprezie                               |
| 29 października 2016 | Niemcy (Finsterwalde) | Test&Tune           | Ścisła czołówka imprezy (brak finałów w imprezach Test&Tune) |

| Sezon IV 2017 rok   | Lokalizacja           | Wynik     | Dodatkowe                                                    |
| ------------------- | --------------------- | --------- | ------------------------------------------------------------ |
| 5/6 sierpnia 2017   | Polska (Toruń)        | 3 miejsce | Puchar Polski W Wyścigach równoległych                       |
| 26/27 sierpnia 2017 | Niemcy (Finsterwalde) | Test&Tune | Ścisła czołówka imprezy (brak finałów w imprezach Test&Tune) |